# Quaestur
Die Quaestur (auch Quästur, von lateinisch quaestūra) war im römischen Reich das niedrigste Amt der Ämterlaufbahn (cursus honorum). Bedeutung hatten Quästoren vornehmlich während der Zeit der Republik. Bis zum Beginn der Kaiserzeit wurden sie vom Volk auf ein Jahr gewählt. Während der Kaiserzeit verlor das Amt zügig an Bedeutung.
Auch heute noch existieren einige Ämter mit diesem Namen.

## Römische Antike

### Republik
Die Entstehung der Quästur ist strittig und beruht auf Spekulationen. Einige antike Autoren schrieben sie bereits der Königszeit zu, weil Romulus und Numa beziehungsweise Tullus Hostilius Quästoren als Gehilfen beschäftigt hätten, andere verweisen auf die erstmalige Zuordnung  zu den Konsuln. Jedenfalls sind sie in den XII Tafeln bereits erwähnt. Die Gehilfenfunktion existierte noch in der hohen Kaiserzeit, als jeder Konsul über zwei quaestores consulis verfügte. Mit der Zeit wurde der Aufgabenbereich der Quästoren erweitert, und neben der Tätigkeit als Untersuchungsrichter waren sie auch mit der Verwaltung der Staatskasse (Aerarium) betraut, der Eintreibung von Steuern und Pachten und der Betreuung des Staatsarchivs. 
Mit der Ausweitung der Pflichten eines Quästors wurde auch deren Zahl vergrößert. Sie hatten die Kriegskasse zu verwalten, die Beute im Interesse des Ärars zu verwerten und den Sold an die Soldaten zu zahlen sowie die Rechnung zu diesen Vorgängen zu führen. Waren es anfangs nur zwei, so betrug ihre Zahl seit 421 v. Chr. vier, von denen zwei den Konsuln zugewiesen waren und zwei in Rom verblieben (quaestores urbani). Es gab auch Quästoren, die ins Feld geschickt wurden, um die Kriegskasse zu verwalten. Die per Senatsbeschluss zugestandenen finanziellen Mittel wurden nicht dem Feldherrn, sondern den weisungsgebundenen Verwaltern ausgehändigt, dies unter der Auflage ordnungsgemäßer Rechnungslegung. Feldquästoren verwalteten auch das Zeugwesen, was auch die Zuteilung von Beuteausrüstung umfasste. Gegebenenfalls war die Requisition bei den untertänigen Gemeinden geboten. Die Tätigkeit des Quästors glich zunehmend der des in militärischen Belangen eingesetzten Legaten.
Nach der umstrittenen Auffassung Mommsens soll seit 267 v. Chr. die Zahl unmittelbar um vier weitere Quästoren für das Flottenwesen erhöht worden sein. Später, so mutmaßt Wolfgang Kunkel, seien noch weitere Quästoren hinzugekommen, sodass es zehn bis zwölf waren. Seit der Einrichtung verschiedener Provinzen wurde je ein Quästor dem Statthalter zugewiesen, so dass ihre Gesamtzahl noch weiter erhöht wurde. Sulla setzte sie für administrative Zwecke auf 20 fest, Caesar verdoppelte sie auf 40 (Helferbelohnung). Augustus reduzierte die Zahl der Quästoren wieder auf 20.
Das Mindestalter für die Übernahme der Quästur war seit Sulla auf 30 Jahre festgesetzt, Augustus senkte es auf 25. Die Quästur war Voraussetzung für das Amt als kurulischer Ädil (meist durch Patrizier), plebejischer Ädil (nur Plebejer) oder als Volkstribun (nur Plebejer). Nach der Quästur wurde man seit Sulla normalerweise in den Senat aufgenommen.

### Kaiserzeit
Während der Kaiserzeit blieb die Quaestur das Einstiegsamt für eine senatorische Karriere, verlor aber zusehends an Bedeutung und verschwand schließlich. In dieser Epoche waren die Quästoren auch für die Ausrichtung der Gladiatorenspiele verantwortlich. Zusätzlich zu den quaestores consulis gab es in dieser Zeit auch jeweils zwei quaestores Augusti, die im Senat Reden und Anordnungen des Kaisers verlasen. In der Spätantike gab es dann das wohl von Konstantin dem Großen eingeführte Amt des quaestor sacri palatii. Dieser war eine Art Justizminister des Kaisers und hatte mit dem republikanischen Quästor nicht mehr viel gemein.
Quästoren gab es als städtische Amtsträger auch in vielen Provinzstädten des römischen Reichs.

## Neuzeit
Bis ins 20. Jahrhundert wurde die Finanzabteilung deutscher Universitäten als Quästur bezeichnet. Ihr Leiter war der Quästor. In Deutschland finden sich diese Bezeichnungen nur noch an der Theologischen Fakultät Paderborn. Außerhalb von Deutschland hat sich die entsprechende Amtsbezeichnung (Quästor, kvestor) in Österreich, der Schweiz und teils auch in früher zu Österreich-Ungarn gehörenden Ländern, zum Beispiel Tschechien und der Slowakei bis in die Gegenwart erhalten. In Österreich ist diese Bezeichnung an Universitäten gesetzlich vorgeschrieben.
Im Europäischen Parlament werden ebenfalls Quästoren gewählt, die dem Präsidium angehören und eine beratende Funktion ausüben. Sie sind gemäß den vom Präsidium erlassenen Leitlinien mit Verwaltungs- und Finanzaufgaben betraut, die die Mitglieder direkt betreffen.
In Italien wird heute noch das Polizeipräsidium als questura bezeichnet. Geleitet wird es von einem questore.